# Pokrvenik (Raška)
Pokrvenik (Servisch cyrillisch Покрвеник) is een plaats in de Servische gemeente Raška. De plaats telt 11 inwoners (2002).